# Manhac e Vilars
Manhac de la Valeta e Vilars (en francès Magnac-Lavalette-Villars) és un municipi francès situat al departament del Charente i a la regió de la Nova Aquitània. L'any 2007 tenia 422 habitants.

## Demografia

### Població
El 2007 la població de fet de Magnac-Lavalette-Villars era de 422 persones. Hi havia 162 famílies de les quals 36 eren unipersonals (24 homes vivint sols i 12 dones vivint soles), 65 parelles sense fills, 57 parelles amb fills i 4 famílies monoparentals amb fills.
La població ha evolucionat segons el següent gràfic:
Habitants censats

### Habitatges
El 2007 hi havia 190 habitatges, 169 eren l'habitatge principal de la família, 12 eren segones residències i 9 estaven desocupats. 186 eren cases i 3 eren apartaments. Dels 169 habitatges principals, 138 estaven ocupats pels seus propietaris, 20 estaven llogats i ocupats pels llogaters i 10 estaven cedits a títol gratuït; 3 tenien una cambra, 7 en tenien dues, 18 en tenien tres, 48 en tenien quatre i 93 en tenien cinc o més. 126 habitatges disposaven pel capbaix d'una plaça de pàrquing. A 72 habitatges hi havia un automòbil i a 88 n'hi havia dos o més.

### Piràmide de població
La piràmide de població per edats i sexe el 2009 era:
| Homes | Edats   | Dones |
| ----- | ------- | ----- |
| 0     | 95 o +  | 0     |
| 4     | 90 a 94 | 4     |
| 0     | 85 a 89 | 4     |
| 8     | 80 a 84 | 0     |
| 4     | 75 a 79 | 12    |
| 4     | 70 a 74 | 8     |
| 12    | 65 a 69 | 12    |
| 16    | 60 a 64 | 8     |
| 4     | 55 a 59 | 4     |
| 4     | 50 a 54 | 0     |
| 24    | 45 a 49 | 12    |
| 8     | 40 a 44 | 24    |
| 12    | 35 a 39 | 8     |
| 16    | 30 a 34 | 8     |
| 12    | 25 a 29 | 20    |
| 0     | 20 a 24 | 4     |
| 4     | 15 a 19 | 32    |
| 16    | 10 a 14 | 0     |
| 16    | 5 a 9   | 20    |
| 20    | 0 a 4   | 4     |

## Economia
El 2007 la població en edat de treballar era de 242 persones, 196 eren actives i 46 eren inactives. De les 196 persones actives 181 estaven ocupades (96 homes i 85 dones) i 14 estaven aturades (5 homes i 9 dones). De les 46 persones inactives 17 estaven jubilades, 13 estaven estudiant i 16 estaven classificades com a «altres inactius».

### Ingressos
El 2009 a Magnac-Lavalette-Villars hi havia 182 unitats fiscals que integraven 453,5 persones, la mediana anual d'ingressos fiscals per persona era de 15.581 €.

### Activitats econòmiques
Dels 19 establiments que hi havia el 2007, 1 era d'una empresa de fabricació d'altres productes industrials, 7 d'empreses de construcció, 4 d'empreses de comerç i reparació d'automòbils, 1 d'una empresa de transport, 1 d'una empresa financera, 1 d'una empresa immobiliària, 3 d'empreses de serveis i 1 d'una entitat de l'administració pública.
Dels 7 establiments de servei als particulars que hi havia el 2009, 2 eren paletes, 1 guixaire pintor, 2 fusteries, 1 empresa de construcció i 1 agència immobiliària.
L'únic establiment comercial que hi havia el 2009 era una adrogueria.
L'any 2000 a Magnac-Lavalette-Villars hi havia 20 explotacions agrícoles que ocupaven un total de 1.938 hectàrees.

## Equipaments sanitaris i escolars
El 2009 hi havia una escola elemental integrada dins d'un grup escolar amb les comunes properes formant una escola dispersa.

## Poblacions més properes
El següent diagrama mostra les poblacions més properes.